# Liolaemidae
Los liolémidos (Liolaemidae) son una familia de lagartos. Está compuesta por tres géneros de los cuales el género tipo, Liolaemus llega a agrupar más de 270 especies de lagartos y lagartijas.  Estos lagartos se distribuyen por el centro y sur de América del Sur. La clasificación y posición taxonómica de la familia es controvertida y fue descrita originalmente como una subfamilia (Liolaeminae) de Tropiduridae.

## Clasificación

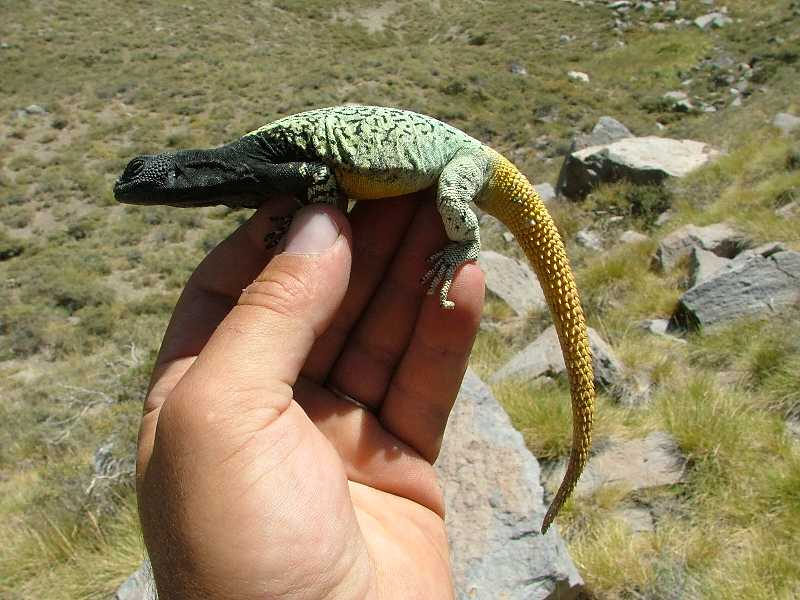
Macho de Phymaturus verdugo.

Se reconocen los siguientes tres géneros que incluyen 322 especies:
- Ctenoblepharys - 1 especie
- Liolaemus - 274 especies
- Phymaturus - 47 especies